# Montevideobukten

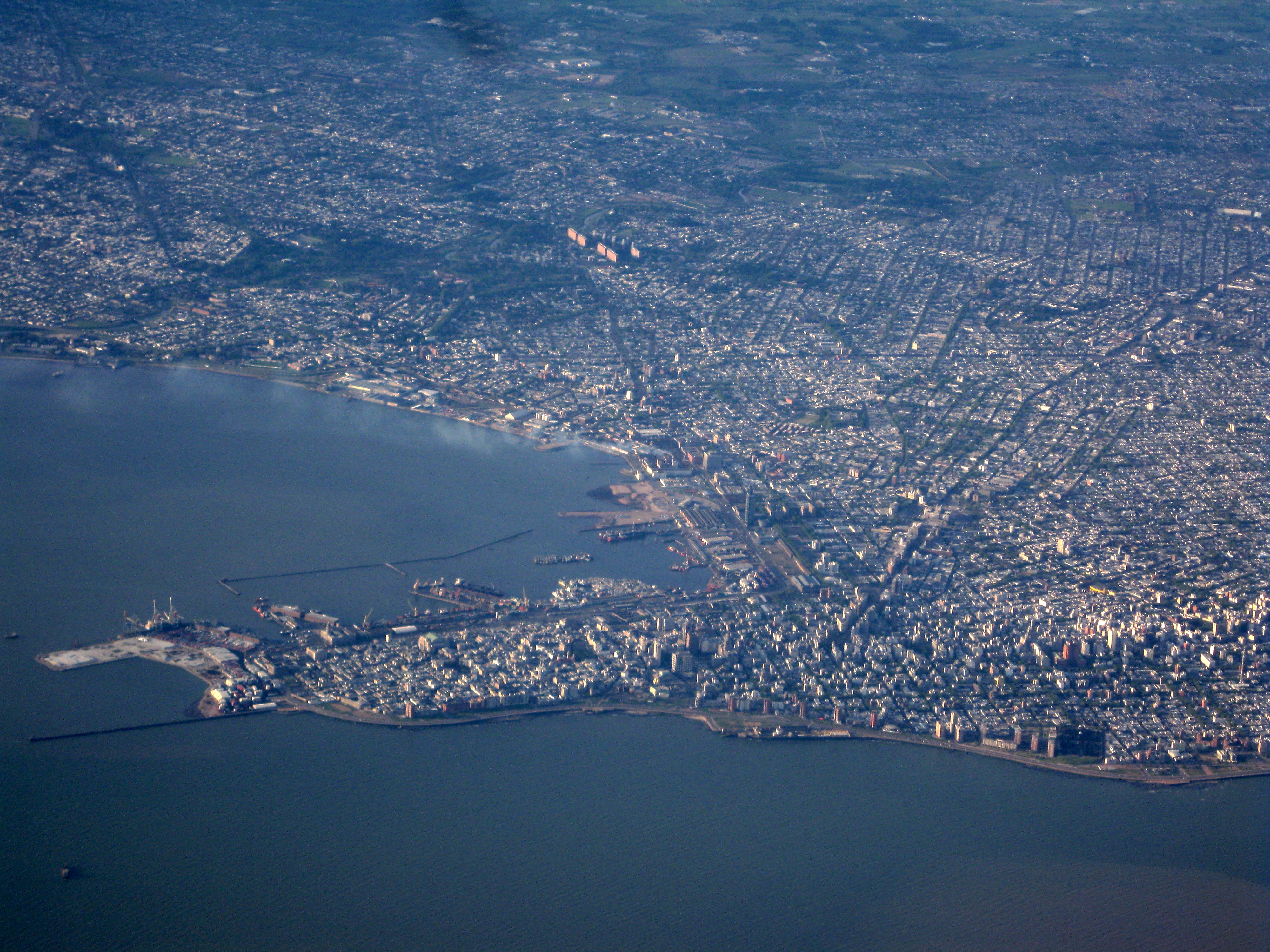
Flygfotografi

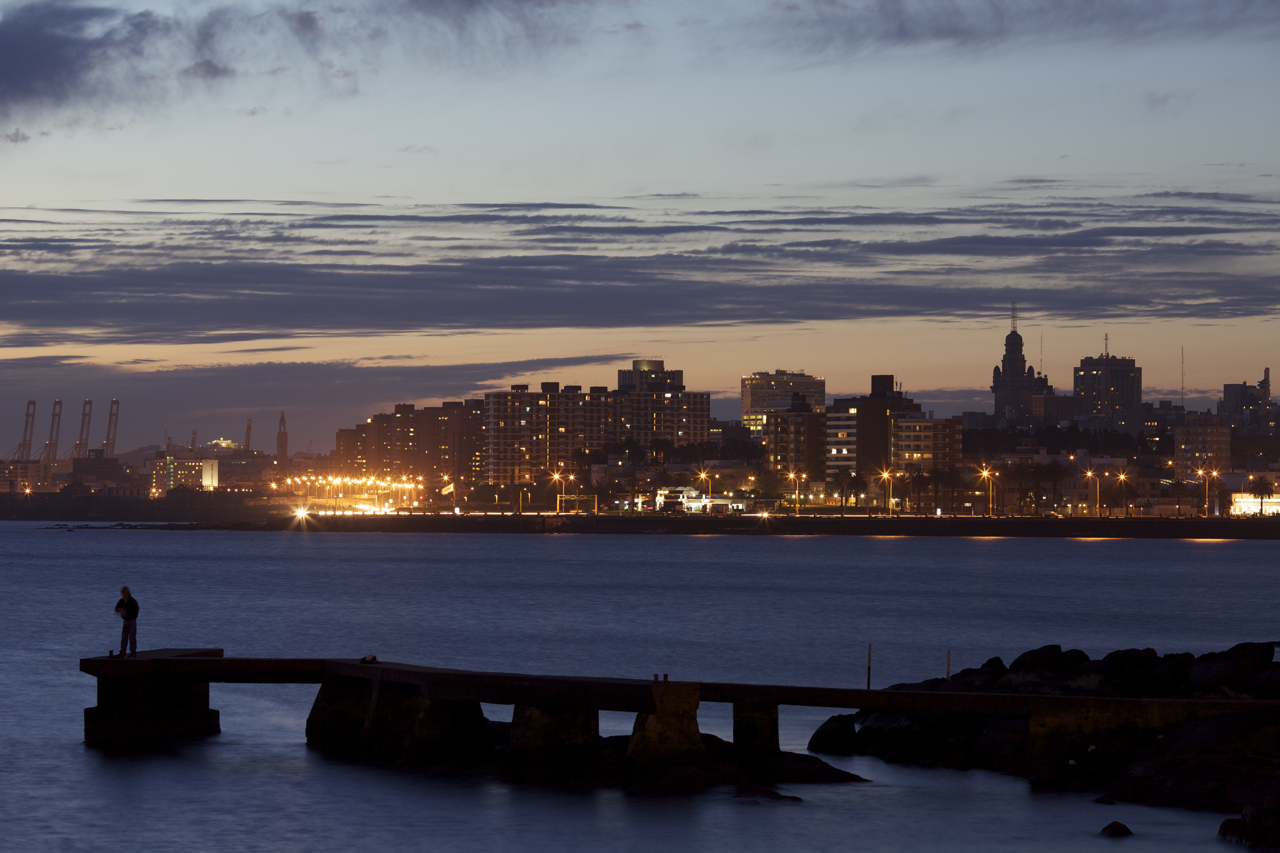
Montevideobukten nattetid

Montevideobukten (spanska: Bahía de Montevideo) kallas området runt staden Montevideo i Uruguay, vid Rio de la Plata. Det kallades tidigare "Bahía de la Candelaria", namngivet efter Pedro de Mendoza. Västerut ligger Cerro de Montevideo.
Även Montevideos hamn finns i området.

### Fotnoter
1. ↑  ”Puertos de Montevideo”. World Port Source. Arkiverad från originalet den 16 juli 2010. https://web.archive.org/web/20100716122247/http://www.worldportsource.com/ports/URY_Puerto_de_Montevideo_112.php. Läst 27 november 2010.